# Single Father
Single Father (englisch für „alleinerziehender Vater“) ist eine vierteilige Miniserie der schottischen BBC. Regisseur Sam Miller (The Bill, Luther, Elephant Juice) setzte das Drehbuch von Mick Ford (Silent Witness, William and Mary, Das vierte Protokoll) um, die Titelrolle übernahm David Tennant (RSC, Broadchurch, Doctor Who). Für seine überzeugende Darbietung wurde Tennant 2011 mit dem TV Choice Award als Bester Schauspieler ausgezeichnet und war im gleichen Jahr unter den drei Nominierten für den RTS-Award in dieser Kategorie.
Jeder der vier Teile dauert etwa 60 Minuten. Erzählt wird die fiktionale Geschichte des Fotografen Dave, der sich nach dem Unfalltod seiner Frau Rita (Laura Fraser) um die gemeinsame fünfköpfige Patchwork-Familie kümmern muss. Die Bewältigung seines Alltags als plötzlich alleinerziehender Vater und der gemeinsame Umgang der Familie mit Ritas Tod sowie die in der Trauer aufkeimende Zuneigung zwischen Dave und Ritas bester Freundin Sarah (Suranne Jones) prägen die Handlung, welche sich mit mehreren Zeitsprüngen über fünf Monate nach Ritas Tod erstreckt.
Die Erstausstrahlung des Vierteilers erfolgte ab dem 10. Oktober 2010 auf dem öffentlich-rechtliche Fernsehsender BBC One.

## Produktion
Haupthandlungsort ist der fiktive Hillingdon Drive 5 nahe dem Pollok Country Park (Schönster Park Europas 2008) in Glasgow. Teile der Handlung spielen Edinburgh.
Die Miniserie wurde hauptsächlich in Glasgow und Paisley (Strathclyde, Schottland) mit zwei Kameras gleichzeitig gedreht. Diese Praxis ist für Film- und insbesondere Fernsehproduktionen ungewöhnlich. Sie ermöglichte unter anderem die Erhaltung einer größeren Spontaneität in den Darbietungen der Kinder, da Szenen weniger oft wiederholt werden müssen, um Aufnahmen aus verschiedenen Distanzen und Blickrichtungen zu erhalten. Die Kameras wurden meist in größerer Distanz aufgestellt, Nahaufnahmen dabei durch Zoom ermöglicht. Dadurch wurde, wie Tennant und Jones im Making-of-Kurzfilm herausstellen, unter den Schauspielern eine Art Theateratmosphäre erzeugt. Die Darsteller wussten oft nicht, wer/was genau und aus welcher Entfernung in einem beliebigen Moment gefilmt wurde und wurden so zu einer besonders ganzheitlichen Darstellung wie auf der Bühne angeregt. Mark Heap zufolge unterstützte auch die gleichzeitige Verwendung mehrerer Kameras einen flüssigen Arbeitsablauf und die theaterähnlichen fast nahtlosen Übergänge der Szenen ineinander.
Anders als in vielen anderen britischen Fernsehsendungen sprechen alle Darsteller mit ihrem eigenen Akzent. Tennant, Fraser, Keenan-Green, McIntosh, McCole, McKinven und die Kinderdarsteller wuchsen tatsächlich in Glasgow oder Paisley auf und sprechen dem Handlungsort entsprechend Glaswegian, ebenso wie die meisten Darsteller der kleinen Nebenrollen. Sophie Kennedy Clark stammt aus Aberdeen, sie spricht Doric, einen anderen Regiolekt des Lowland Scots. Kein schottisches Englisch sprechen dagegen der angeheiratete Robin, die zugezogenen Matt und Sarah sowie der in Edinburgh lebende Stuart (die vier Darsteller Heap, Brown, Jones und Graves kommen aus unterschiedlichen Regionen Englands und sprechen je mit ihrem eigenen Akzent).
Murray Gold (Doctor Who, Torchwood, Queer as Folk) komponierte die Filmmusik, die licht- und bildatmosphärische Gestaltung verantwortete Ulf Brantås (Die Frau des Nobelpreisträgers, Lilja 4-ever, Zusammen!) als Director of photography. Die BBC strahlte den Vierteiler erstmals zwischen dem 10. und 31. Oktober 2010 auf ihrem Hauptsender BBC One aus.

## Handlung
Der Fotograf Dave Tiler lebt mit seiner Frau Rita, den gemeinsamen drei Kindern und Ritas ältester Tochter Lucy zusammen in Glasgow. Dave hat ebenfalls eine ältere Tochter namens Tanya aus seiner Ehe mit Michelle, die zu einer Freundin der Familie geworden ist. Tanya hat bereits selbst einen kleinen Sohn.
Rita arbeitet mit ihrer besten Freundin Sarah in einer Grundschule. Sarah lebt mit Matt zusammen, der zwar gerne Mathematiklehrer ist, selbst aber keinen Kinderwunsch hegt. Als Rita bei einem Verkehrsunfall stirbt, suchen Dave und die Kinder Wege, mit ihrer Trauer und dem Verlust umzugehen. Sowohl Sarah und Matt als auch Ritas Adoptivschwester Anna, deren Mann Robin und Mutter Beatty versuchen, dem nun alleinerziehenden Vater zu helfen. Zehn Wochen nach Ritas Tod bricht Dave unter der Last des Alltags und seiner unterdrückten Trauer zusammen. Sarah ist für ihn da und zwischen den beiden entwickeln sich Gefühle, die mehr als nur freundschaftlich sind.
Währenddessen stellt Lucy die Frage nach ihrem biologischen Vater. Dave sichert ihr Hilfe bei der Suche zu. Bei seinen Nachforschungen findet er heraus, dass Rita all die Jahre, in denen sie mit Dave zusammenlebte, regelmäßigen Kontakt zu Lucys angeblich unbekanntem biologischem Vater hatte. Ihn überkommen Zweifel, ob er der Vater seiner Kinder ist. Als der Gerichtsprozess beginnt, steht die Frage nach der Höhe der geforderten Entschädigungszahlung im Raum, Rechtsanwalt Robin drängt Dave zu einer klaren Stellungnahme. Dave empfindet dies als Aufforderung, den Lebenswert seiner geliebten Frau in Geld zu messen und kann sich nicht zu einer Entscheidung durchringen. Robin nimmt die Verhandlung schließlich für ihn in die Hand.
Die Beziehung zwischen Dave und Sarah wird stärker und sie schlafen miteinander, wobei sie von Daves jüngster Tochter Evie überrascht werden. Matt wird misstrauisch und stellt Sarah zur Rede, Sarah trennt sich von ihm. Als Matt herausfindet, dass Sarah mit Dave geschlafen hat, schläft er aus Rache mit Daves erwachsener Tochter Tanya, die ihm seit langem Avancen macht. Erst danach erzählt er ihr von Dave und Sarah. Die gedemütigte Tanya flieht zu ihrem Vater und konfrontiert ihn vor den Kindern mit ihrer Vermutung, Sarah und Dave hätten schon vor Ritas Tod eine Beziehung gehabt. Die Kinder sind entsetzt und Lucy entscheidet sich sofort auszuziehen. Dave und Sarah trennen sich. Dave möchte sich um seine Kinder kümmern.
Dave scheint überfordert, er hat Geldprobleme und Angst, Lucy an ihren reichen biologischen Vater zu verlieren und seine jüngeren Kinder alleine großziehen zu müssen, zudem weiß er noch nicht, ob er deren wirklicher Vater ist. Bei der Gerichtsverhandlung gegen die unfallverursachende Polizeieinheit stellt sich heraus, dass die Polizisten das Martinshorn erst während des Unfalls eingeschaltet hatten und so die volle Schuld an Ritas Tod tragen. Daves Geldsorgen erledigen sich durch die von seinem Schwager ausgehandelte Entschädigungszahlung.
Der Test, ob die drei gemeinsamen Kinder von Dave sind, ist positiv, Dave ist Vater von allen Dreien. Lucy entscheidet sich, nicht zu ihrem biologischen Vater zu ziehen. Sarah und Dave haben sich mehrere Monate lang nicht gesehen, die ganze Familie merkt ihre Abwesenheit. Die Kinder überzeugen Dave schließlich, Sarah zurückzugewinnen, doch die hat ihren Job bereits gekündigt und will aus Glasgow wegziehen. Die ganze Familie macht sich auf den Weg zu ihr und finden sie am gepackten Möbelwagen, wo sich Dave und Sarah gegenseitig erneut ihre Liebe gestehen und Sarah außerdem offenbart, sie erwarte ein Baby von ihm.

## Besetzung
- David Tennant – Dave Tiler
- Laura Fraser – Rita Tiler, geb. Morris
- Suranne Jones – Sarah, Ritas beste Freundin
- Natasha Watson – Lucy Morris, Ritas 15-jährige Tochter mit Stuart
- Chris Hegarty – Paul Tiler, Ritas und Daves 11-jähriger Sohn
- Robert Dickson – Ewan Tiler, Ritas und Daves 9-jähriger Sohn.
- Millie Innes – Evie Tiler, Ritas and Daves 6-jährige Tochter.
- Sophie Kennedy Clark – Tanya Tiler, Daves 18-jährige Tochter aus erster Ehe, die bereits einen Sohn hat
- Isla Blair – Beatty, Ritas Adoptivmutter
- Warren Brown – Matt, Sarahs Freund
- Rupert Graves – Stuart Quinlan, Lucys biologischer Vater
- Neve McIntosh – Anna, Ritas Adoptivschwester
- Mark Heap – Robin, Annas Ehemann
- Jenni Keenan-Green – Michelle, Daves Ex-Frau
- Stephen McCole – Jimbo, Daves Fußballfreund
- Gabriel Green McGillivray – Samuel, Tanyas vierjähriger Sohn
- Charlotte Pyke – Francine Quinlan, Stuarts französische Ehefrau
- Mariam Metreveli – Jemma Quinlan, Stuarts und Francines Tochter
- Sesili Metreveli – Alice Quinlan, Stuarts und Francines Tochter
- Neil McKinven – Schulleiter

## Trivia
Neve McIntosh verglich ihre Figur mit der mythologischen Kassandra, da Anna ihren Mitmenschen derart auf die Nerven fällt, dass auch ihren gut gemeinten Warnungen letztlich niemand mehr zuhört oder Glauben schenkt.
Laura Fraser (Rita) und David Tennant (Dave) hatten bereits 2005 das protagonistische Liebespaar in Russell T Davies’ BBC-Dreiteiler Casanova gespielt. Rupert Graves (Stuart) und David Tennant standen 1997–1998 gemeinsam für Wilson Milams Inszenierung von David Rabes schwarzer Komödie Hurlyburly auf der Bühne des Old Vic und später im Queen’s Theatre; das Stück war Tennants West-End-Debüt. Regisseur Sam Miller hatte mit Tennant 2005 für The Quatermass Experiment (Neuverfilmung von The Quatermass Xperiment) zusammengearbeitet. Für Luther arbeitete Miller 2010–2013 erneut mit Warren Brown zusammen.
Unter dem Eindruck der Filmgeschichte nahm David Tennant noch im Drehjahr den Adoptionsprozess für den Sohn (* 2002) seiner Partnerin Georgia Moffett auf, die zu diesem Zeitpunkt bereits mit der ersten gemeinsamen Tochter schwanger war. Im Sommer 2011 war die Adoption des Jungen abgeschlossen, im folgenden Dezember heiratete das Paar schließlich auch.